# Alf Eriksson
Alf Erik Jörgen Eriksson, född 17 juli 1948 i Farstorps församling i Kristianstads län, är en svensk politiker (socialdemokrat), som från 1992 till 2010 var ordinarie riksdagsledamot. Han var ledamot i näringsutskottet.
Alf Eriksson bor i Varberg i Halland och var invald i riksdagen för Hallands läns valkrets. Han är pappersarbetare och har varit aktiv i fackföreningsrörelsen sedan 1970-talet.